# Adoratrices du Saint-Sacrement
Les adoratrices du Saint-Sacrement forment une congrégation religieuse féminine enseignante, hospitalière et adoratrice de droit pontifical. 

## Historique
La congrégation provient de celle fondée à Bergame le 15 décembre 1882 par François Spinelli (1853-1913) avec l'aide de Gertrude Comensoli (1847- 1903). Le 15 décembre de l'année suivante, les six premières sœurs prennent l'habit religieux. Ayant été impliqué dans une faillite en 1889 où tous ses actifs sont saisis, Spinelli se réfugie avec des religieuses qui lui restent fidèles dans une maison de Rivolta d'Adda qui appartient à son frère et en 1892 la congrégation est divisée en deux branches : celle des sœurs sacramentines de Bergame dirigée par Mère Comensoli et celle de Rivolta dirigée par le Père Spinelli. La branche de Rivolta est approuvée comme congrégation indépendante par l'évêque de Crémone le 10 novembre 1897.
L'institut reçoit le décret de louange le 11 décembre 1926, il est définitivement approuvé par le Saint-Siège le 27 février 1932[réf. nécessaire].

## Activités et diffusion
Les fidèles se consacrent à l'éducation, à l'aide aux prisonniers et aux toxicomanes, les malades en phase terminale et les victimes de la prostitution. 
Elles sont présentes en:
- Europe : Italie.
- Afrique : Cameroun, République démocratique du Congo, Sénégal.
- Amérique : Argentine.

La maison-mère est à Rivolta d'Adda. 
En 2017, l'institut comptait 255 religieux dans 42 maisons.